# 4313 Bouchet
4313 Bouchet (1979 HK1) là một tiểu hành tinh vành đai chính được phát hiện ngày 21 tháng 4 năm 1979 bởi Henri Debehogne ở La Silla.